# Тхимпху
Тхимпху (на дзонгкха: ཐིམ་ཕུ) е столицата на Бутан. С население от около 104 000 души (2015 г.) е най-голямото населено място в страната. Това е единствената столица в света, в която няма светофари. Въпреки че започва да се обновява, столицата е запазила своя чар, изпъстрена с ярко боядисани красиво декорирани фасади, които и придават средновековен и древен вид.

## География
Тхимпху лежи в плодородната долина на р. Тхимпху Чху. Надморската му височина е 2320 м.

## История
Селището се разраства под закрилата на манастира-крепост Траши Чхое Дзонг, чиято сграда все още служи като място за срещи на Народното събрание. Дълго време Тхимпху е бил зимна столица на Бутан, а през 1962 г. става постоянно седалище на правителството. Градът се разраства към края на 20 век след бързата урбанизация на селското население.

## Забележителности
Тхимпху е град, богат на будистка култура.
Точно над него се намира Траши Чхое Дзонг (Крепостта на славната регилия) – крепост-манастир, датиращ от 13 век и напълно обновен и реставриран през 1960-те години. Станала символ на столицата, крепостта приютява в себе си кабинетите на краля и главата на монашеството.
В града се намира националното училище по изобразително изкуство, където се обучават талантливи деца от цялото кралство. Друга забележителност е Националният мемориал Чойфен, където са събрани многобройни свещени картини и статуи.

## Икономика
Тхимпху е основният търговски център на Бутан. Там се търгуват земеделските продукти, главно ориз, царевица и пшеница, произвеждани в околната долина, както и по терасираните хълмове.
Енергия се осигурява от водноелектрическа централа, построена през 1966 г. Индустрията на Тхимпху включва дърводобив и дървообработване и хранително-вкусова промишленост.

## Транспорт
Индо-бутанската магистрала открита през 1968 г. е главният маршрут, свързващ Тхимпху с Индия. В града оперират автобусни линии.